# ジェネシス・ロック

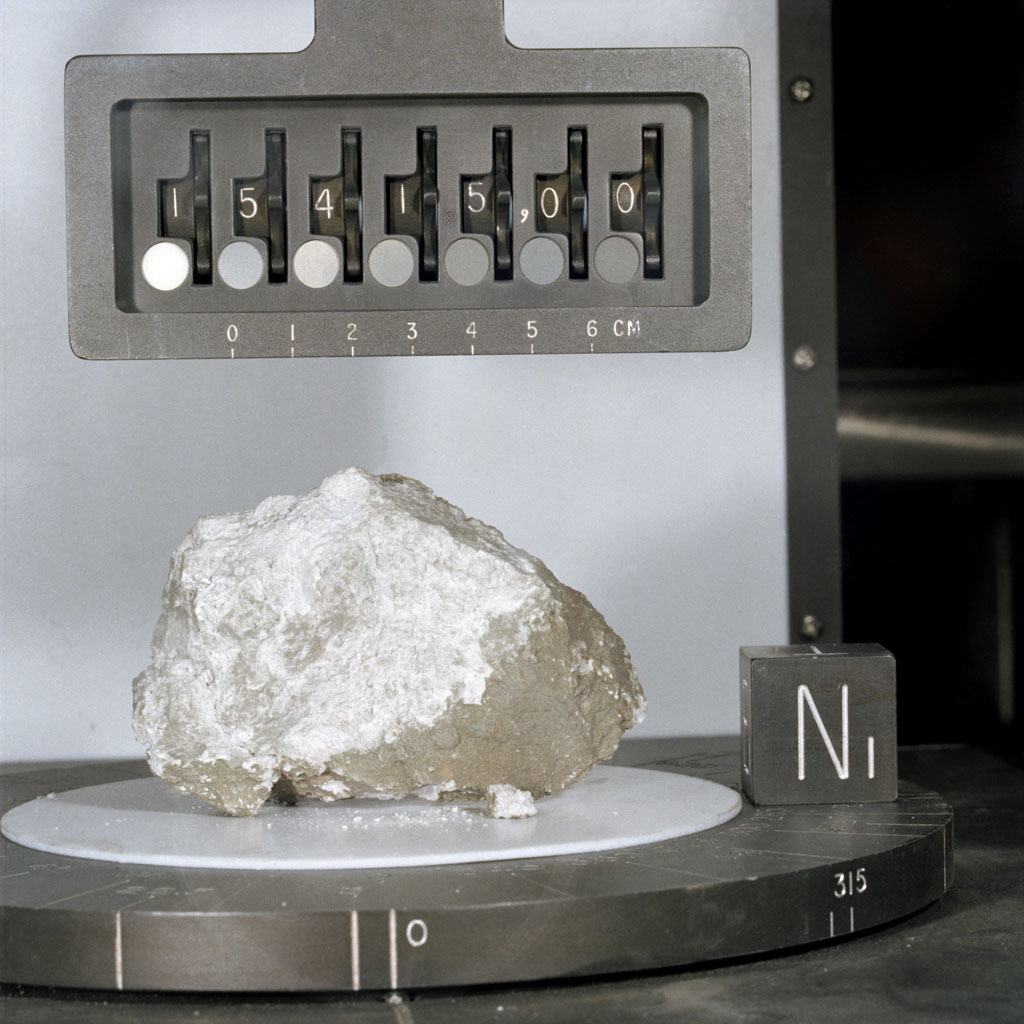
ジェネシス・ロック

ジェネシス・ロック（Genesis Rock、創世記の石）とは、アポロ15号の宇宙飛行士であるジェームズ・アーウィンとデイヴィッド・スコットが月から持ち帰った灰長石の地殻標本である。
化学的な分析により、この石が形成されたのは太陽系の初期、数十億年前であることがわかっている。回収されたのは月のクレーターで、同種の石が転がる付近であった。